# 芝流
芝流（しばりゅう）は、新舞踊における流派のひとつ。
正式には、創作日本舞踊 芝流。1969年、名古屋西川流の高弟で、東芝レコード（後に 東芝EMI、現 EMIミュージック・ジャパン）の講師を務めていた西川允喜が東芝の「芝」をとった芝千洲の名で、日本民族舞踊芝流を創流。名古屋をはじめ、三重県桑名市、岐阜県飛騨地方などに強固な地盤を築いた。
二世西川鯉三郎が、唯一特別に公認した新舞踊の流派であり、家元や幹部を務める芝流の高弟の中には名古屋西川流の師範職を持つものもいる。東芝EMI舞踊協会副理事長として、長年にわたって東芝EMIの邦楽部門を支えてきたが、東芝の音楽事業からの撤退と同時にEMIミュージックの邦楽部門は大幅に縮小され、舞踊協会も解散。その後は、日本コロムビア株式会社 傘下のコロムビア舞踊研究会に移籍した。
2011年3月、初代家元・芝千洲の遺志により、日本民族舞踊を創作日本舞踊と改め、芝千桜が二代目を継承、現在に至っている。芝流の門下によってつくられた芝乃会は1895年に創立した劇場御園座社長の長谷川栄胤が会長を務めている。現在、愛知県の本部のほか、三重、岐阜、関東地区にも拠点が存在する。